# Acid pirofosforic
Acidul pirofosforic este un acid anorganic cu formula chimică H4P2O7.